# Маккэффри, Уильям
Уильям Джозеф Маккэффри (англ. William Joseph McCaffrey; 9 октября 1914 года, Омаха, Небраска, США — 13 февраля 2006 года, Арлингтон, Виргиния, США) — американский военачальник, генерал-лейтенант Армии США. С 1970 по 1972 год служил заместителем командующего Армией США во Вьетнаме. Отец генерала Барри Маккэффри.

## Биография
Уроженец Омахи, штат Небраска, Маккэффри поступил на военную службу 24 апреля 1934 года. В 1935 году он поступил в Вест-Пойнт, который окончил в звании второго лейтенанта в 1939 году. В 1943 году окончил Коммандно-штабную школу. Затем до конца войны служил начальником штаба 92-й пехотной дивизии в Европе, после чего был назначен на должность заместителя начальника штаба дислоцированного в Корее 10-го корпуса. В битве при Чосинском водохранилище после убийства полковника Джона Гэвина принял командование 31-м пехотным полком и возглавил отступление к Хыннаму.
По возвращении в Америку поступил в Военный колледж армии США, который окончил в 1953 году. В том же году был назначен помощником коменданта курсантов в Военной академии, где оставался до 1956 года. С 1959 по 1961 Маккэффри служил комендантом курсантов в Цитадели. С 15 сентября 1967 года по 6 июля 1969 года вернулся в Военный колледж на должность коменданта.
С 1970 по 1972 год служил заместителем командующего Армией США во Вьетнаме. В 1973 году вышел в отставку в звании генерал-лейтенанта. Маккэффри умер от сердечной недостаточности 13 февраля 2006 года. 21 февраля был похоронен на Арлингтонском национальном кладбище.